# NGC 3256C
NGC 3256C (другие обозначения — ESO 263-41, MCG -7-22-16, FAIR 431, AM 1026-433, IRAS10269-4335, PGC 30873) — галактика в созвездии Паруса.
Этот объект не входит в число перечисленных в оригинальной редакции «Нового общего каталога» и был добавлен позднее.
Галактика NGC 3256C входит в состав группы галактик NGC 3261. Помимо NGC 3256C в группу также входят NGC 3256 и NGC 3261.